# Sweti Wlas

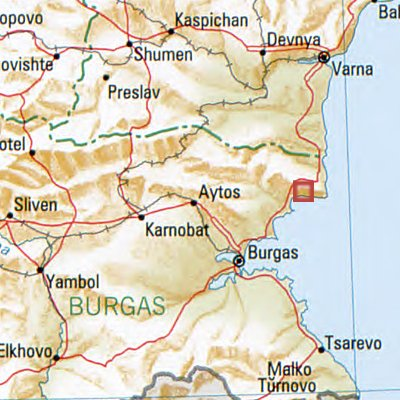
Sweti Wlas – Bulgarien – Nachbarorte: Burgas, Ajtos, Warna

Sweti Wlas [svɛˈti vɫas] (übliche Transliteration Sveti Vlas, bulgarisch Свети Влас, dt. auch Hl. Wlas, oder St. Vlas, nach dem Heiligen Wlas benannt) ist eine Stadt und ein Ferienort in Bulgarien, in der Oblast Burgas, in der Gemeinde Nessebar.
Sweti Wlas liegt nördlich der Provinzhauptstadt Burgas, zwischen Sonnenstrand und dem Urlaubsdorf Elenite. Sweti Wlas ist ein Seebad am Übergang des südlichen Balkangebirges ins Schwarze Meer. Der Ort hat ein besonderes Mikroklima mit durchschnittlichen Sommertemperaturen von 26 °C und mindestens 90 Sonnentagen während der Saison.
10 km von Sweti Wlas entfernt befindet sich die UNESCO-Kulturstätte und Gemeindezentrum Nessebar. Burgas liegt 35 km weiter südlich entfernt. Zwischen den Städten existiert regelmäßiger Busverkehr.
Sweti Wlas hat einen 1000 m langen Strand, der flach ins Meer abfällt. Er ist geprägt von Hotels, Pensionen, Restaurants, Geschäften und Parkanlagen. Sweti Wlas, im Gegensatz zum naheliegenden Sonnenstrand, gehört vor allem seit dem Bau des Yachthafens Marina Dinevi zu den luxuriösen Resorts des Landes.

## Geschichte
Die Siedlung wurde im 2. Jahrhundert vom thrakischen Stamm der Larissi gegründet. Damals trug sie den Namen Larisa.
Im 14. Jahrhundert wurden in der Region fünf Klöster errichtet, weswegen es auch das kleine Athos genannt wurde:
- Heiliger Petar (bulg. Свети Петър),
- Heiliger Ilija (bulg. Свети Илия),
- Heiliger Andrej (bulg. Свети Андрей),
- Heilige Ana (bulg. Света Ана), Frauenkloster

- sowie Heiliger Wlas (bulg. Свети Влас), von dem die heutige Stadt abstammt

Im 14. Jahrhundert wurde die Siedlung Sweti Wlas genannt. Das Kloster bestand im 14. bis 18. Jahrhundert, es wurde schließlich bei zahlreichen Piratenangriffen niedergebrannt. Der Heilige Wlas war der Beschützer der Händler, Viehzüchter und Heiler und ist ein anerkannter Heiliger sowohl von der katholischen Kirche als auch von der östlichen orthodoxen Kirche.
Während der Zeit der osmanischen Herrschaft trug die Siedlung verschiedene Namen: Kjutschjuk Manastir (bulg. Кючюк манастир; dt.: Klein-Kloster), später Dorf Manastir (bulg. Манастир; dt. Kloster). Alle Klöster wurden von den Osmanen im 18. Jahrhundert zerstört, ihre Spuren sind jedoch noch teilweise sichtbar. Seit 1886 führe das Dorf offiziell den Namen Sweti Wlas. Damals vereinte sich Ostrumelien mit dem Fürstentum Bulgarien. 1963 wurde Sweti Wlas zum "Meeresklima-Kurort".
Sweti Wlas ist seit dem 2. Februar 2006 eine Stadt.

## Galerie

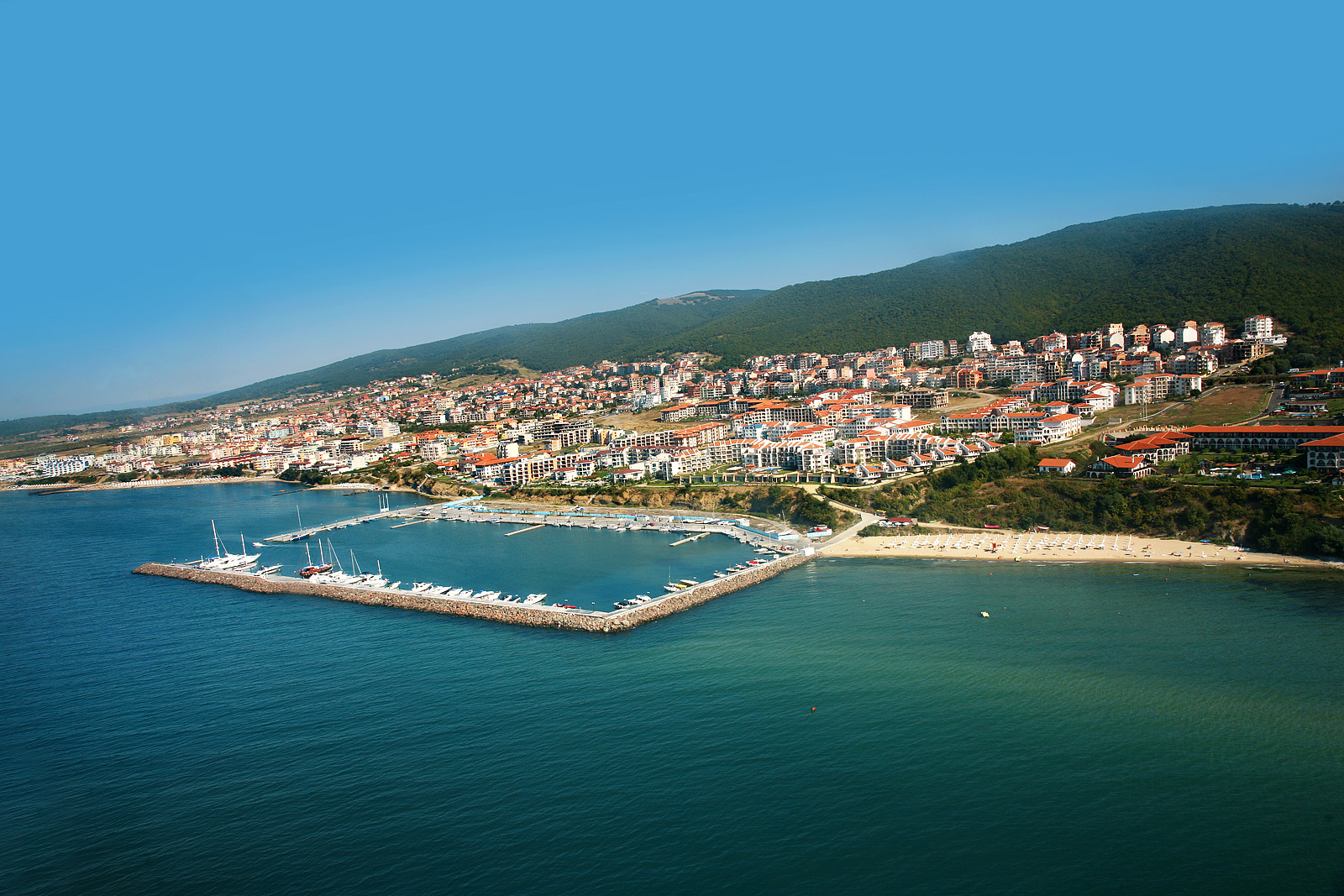
Sweti Wlas und das Balkangebirge im Hintergrund